# Scarus forsteni
Scarus forsteni е вид бодлоперка от семейство Scaridae. Видът не е застрашен от изчезване.

## Разпространение и местообитание
Разпространен е в Австралия, Американска Самоа, Вануату, Виетнам, Гуам, Източен Тимор, Индонезия, Кирибати, Кокосови острови, Малайзия, Малки далечни острови на САЩ (Уейк), Маршалови острови, Микронезия, Науру, Ниуе, Нова Каледония, Остров Рождество, Острови Кук, Палау, Папуа Нова Гвинея, Питкерн, Провинции в КНР, Самоа, Северни Мариански острови, Соломонови острови, Острови Спратли, Тайван, Тонга, Уолис и Футуна, Фиджи, Филипини, Френска Полинезия и Япония.
Обитава океани, морета, лагуни и рифове. Среща се на дълбочина от 3 до 30 m, при температура на водата от 26,3 до 29 °C и соленост 34,2 – 35,4 ‰.

## Описание
На дължина достигат до 55 cm, а теглото им е максимум 2500 g.